# Voicenotes
Voicenotes è il secondo album in studio del cantante statunitense Charlie Puth, pubblicato l'11 maggio 2018 da Atlantic Records.

| Recensione          | Giudizio   |
| ------------------- | ---------- |
| AllMusic            | [ 1 ]      |
| The Atlantic        | favorevole |
| Billboard           | favorevole |
| Newsday             | [ 13 ]     |
| NME                 | [ 14 ]     |
| Rolling Stone       | [ 15 ]     |
| Us Weekly           | [ 16 ]     |
| The Washington Post | favorevole |

## Tracce
1. The Way I Am – 3:06 (Charlie Puth, Jacob Kasher Hindlin)
2. Attention – 3:28 (Charlie Puth, Jacob Kasher Hindlin)
3. LA Girls – 3:17 (Charlie Puth, Jacob Kasher Hindlin, Jason Evigan, Sean Douglas)
4. How Long – 3:20 (Charlie Puth, Jacob Kasher Hindlin, Justin Franks)
5. Done for Me (feat. Kehlani) – 3:00 (Charlie Puth, Kehlani Ashley Parrish, Jacob Kasher, John Ryan)
6. Patient – 3:11 (Charlie Puth, Jacob Kasher Hindlin, Benjamin Johnson, Fraser Churchill)
7. If You Leave Me Now (feat. Boyz II Men) – 4:03 (Charlie Puth, Tobias Jesso Jr., Robin Wiley)
8. Boy – 4:23 (Charlie Puth, Jacob Kasher Hindlin)
9. Slow It Down – 3:10 (Charlie Puth, Jacob Kasher Hindlin, Rami Yacoub, Carl Falk, Daryl Hall, John Oates, Sara Allen)
10. Change (feat. James Taylor) – 3:37 (Charlie Puth, Johan Carlsson, Ross Golan)
11. Somebody Told Me – 3:36 (Charlie Puth, Johan Carlsson, Jacob Kasher Hindlin)
12. Empty Cups – 2:50 (Charlie Puth, Jacob Kasher Hindlin, Savan Kotecha, Rickard Göransson, James Alan Ghaleb)
13. Through It All – 3:26 (Charlie Puth, Jacob Kasher Hindlin, Breyan Isaac)

## Classifiche

### Classifiche settimanali
| Classifica (2018) | Posizione massima |
| ----------------- | ----------------- |
| Australia         | 7                 |
| Austria           | 19                |
| Belgio (Fiandre)  | 19                |
| Belgio (Vallonia) | 9                 |
| Canada            | 5                 |
| Corea del Sud     | 27                |
| Finlandia         | 30                |
| Francia           | 7                 |
| Germania          | 14                |
| Giappone          | 10                |
| Irlanda           | 12                |
| Italia            | 12                |
| Norvegia          | 19                |
| Nuova Zelanda     | 6                 |
| Paesi Bassi       | 13                |
| Polonia           | 43                |
| Portogallo        | 12                |
| Regno Unito       | 4                 |
| Repubblica Ceca   | 10                |
| Slovacchia        | 12                |
| Spagna            | 6                 |
| Stati Uniti       | 4                 |
| Svezia            | 18                |
| Svizzera          | 4                 |

### Classifiche di fine anno
| Classifica (2018) | Posizione |
| ----------------- | --------- |
| Belgio (Fiandre)  | 175       |
| Francia           | 184       |
| Stati Uniti       | 130       |